# Utrechtse stadskastelen

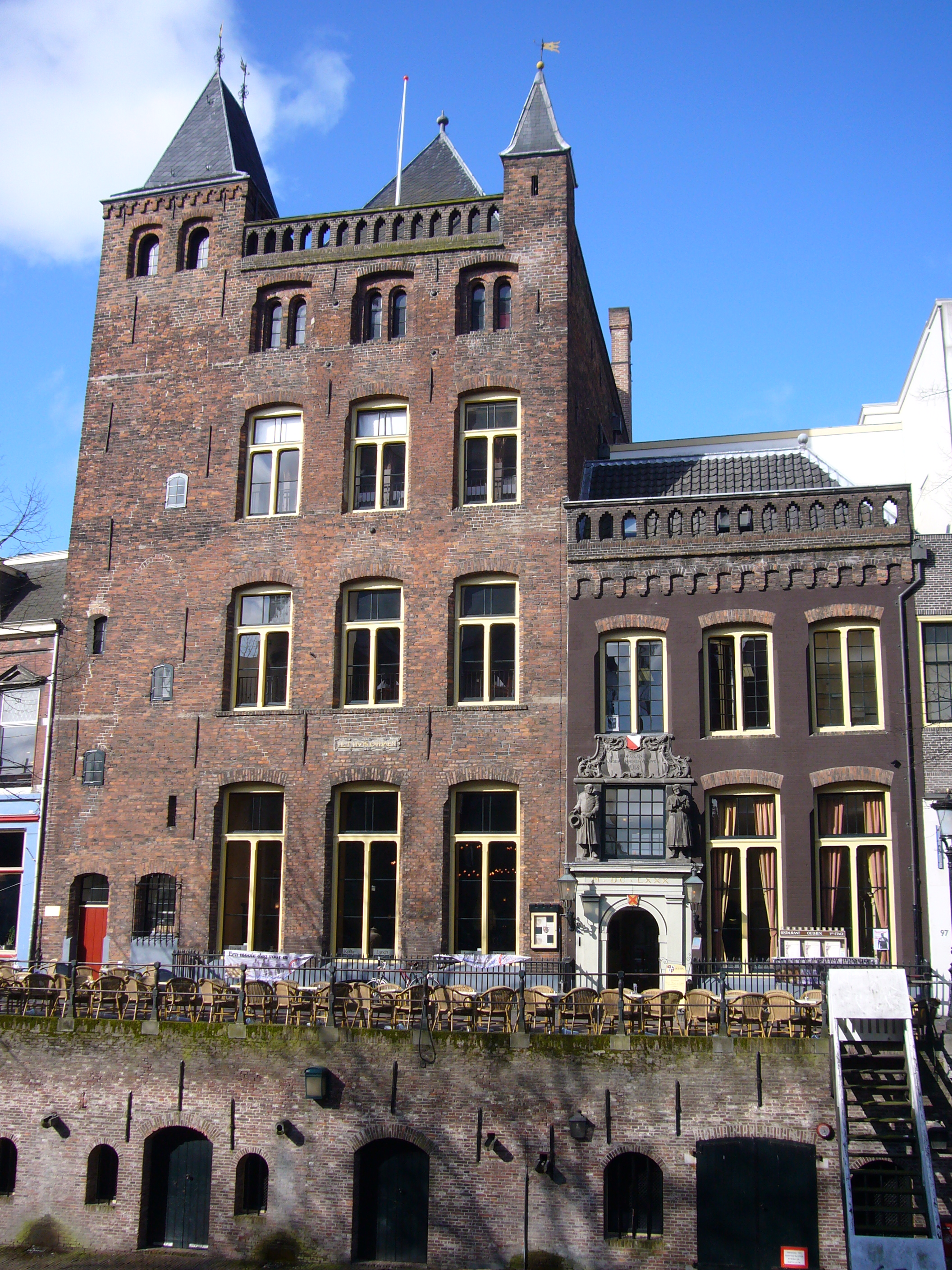
Stadskasteel Oudaen.

In de Nederlandse stad Utrecht kent men middeleeuwse zogenoemde stadskastelen. Ze werden gebouwd als grote stenen huizen en ze verrezen vooral in of bij het handelscentrum langs de Oudegracht. Het hoge stenen hoofdgebouw kreeg veelal elementen die weerbaarheid toonden of de schijn daarvan wekten. Aangrenzend kreeg het hoofdgebouw een of meer kleinere zijhuizen waarin permanent gewoond kon worden. (Voormalige) ministerialen, adellijke of patriciërsfamilies lieten deze stadskastelen tussen ongeveer 1175 en 1500 bouwen.

## Geschiedenis
Omstreeks 1175 was Utrecht de grootste en belangrijkste stad in de Noordelijke Nederlanden. Qua religie en handel vormde Utrecht daarin een welvarend spilpunt. Rond die tijd werd tevens de baksteen herontdekt.
De eigenaren van de Utrechtse stadskastelen waren in eerste instantie in de 12e eeuw vermoedelijk alleen machtig geworden ministerialen. De Utrechtse bisschop had ze als dienstleen forse percelen in Utrecht geschonken, waarop ze stenen huizen, stadskastelen, mochten bouwen. Een eeuw later lieten ook rijke kooplieden dit soort huizen bouwen. Tegen het jaar 1400 bestonden er circa 20 stadskastelen die als karakteristiek hebben dat ze weerbaarheid tonen en, op enkele uitzonderingen na, langs de Oudegracht ter hoogte van de handelswijk Stathe kwamen te liggen of wat noordelijker langs de gracht. In totaal wil men ook wel minstens 40 stadskastelen tellen. Over het algemeen werden ze tot 1300 in baksteen uitgevoerd. De afmetingen die een stadskasteel veelvuldig kreeg bedroegen circa 10 meter breed bij 25 meter diep en 20 tot 25 meter hoog. Het (schijnbaar) verdedigbare karakter bestond vaak uit een weergang die rond het huis liep en de toepassing van kantelen. Zelden hebben stadskastelen overigens een rol gespeeld bij strijd.
Vanaf omstreeks 1300 werden er nog nauwelijks dit soort grote stenen huizen gebouwd. Het pandoppervlak nam in de 14e eeuw af naar circa 7 bij 20 meter en ook het weerbare karakter verminderde zichtbaar. Veelal waren deze middelgrote huizen koopmanshuizen met een grote opslagcapaciteit, waarbij soms gedeeltelijk hout in plaats van steen werd gebruikt. Dit type huizen is vooral in het noordelijk en zuidelijk deel van de Oudegracht gebouwd. Een voorbeeld van een 14e-eeuws stenen huis langs de Oudegracht zonder (duidelijk) weerbaar karakter is Proeysenburch. Dit huis wordt desondanks ook weleens benoemd als een stadskasteel.
Alle stadskastelen zijn in de loop der eeuwen in meer of mindere mate verbouwd. Een deel daarvan is niet tot nauwelijks bewaard gebleven. Het best bewaard gebleven voorbeeld van een stadskasteel is Oudaen. Invloedrijke families in de Utrechtse geschiedenis die een stadskasteel in eigendom hadden waren de Fresen, Van Lichtenbergs, Proysen en Zoudenbalchs. Hun huizen hadden menigmaal de naam van de familie. In het geval van Fresenburch bijvoorbeeld is het zijhuis vernoemd naar het hoofdgebouw (Klein Fresenburch).

## Lijst van stadskastelen

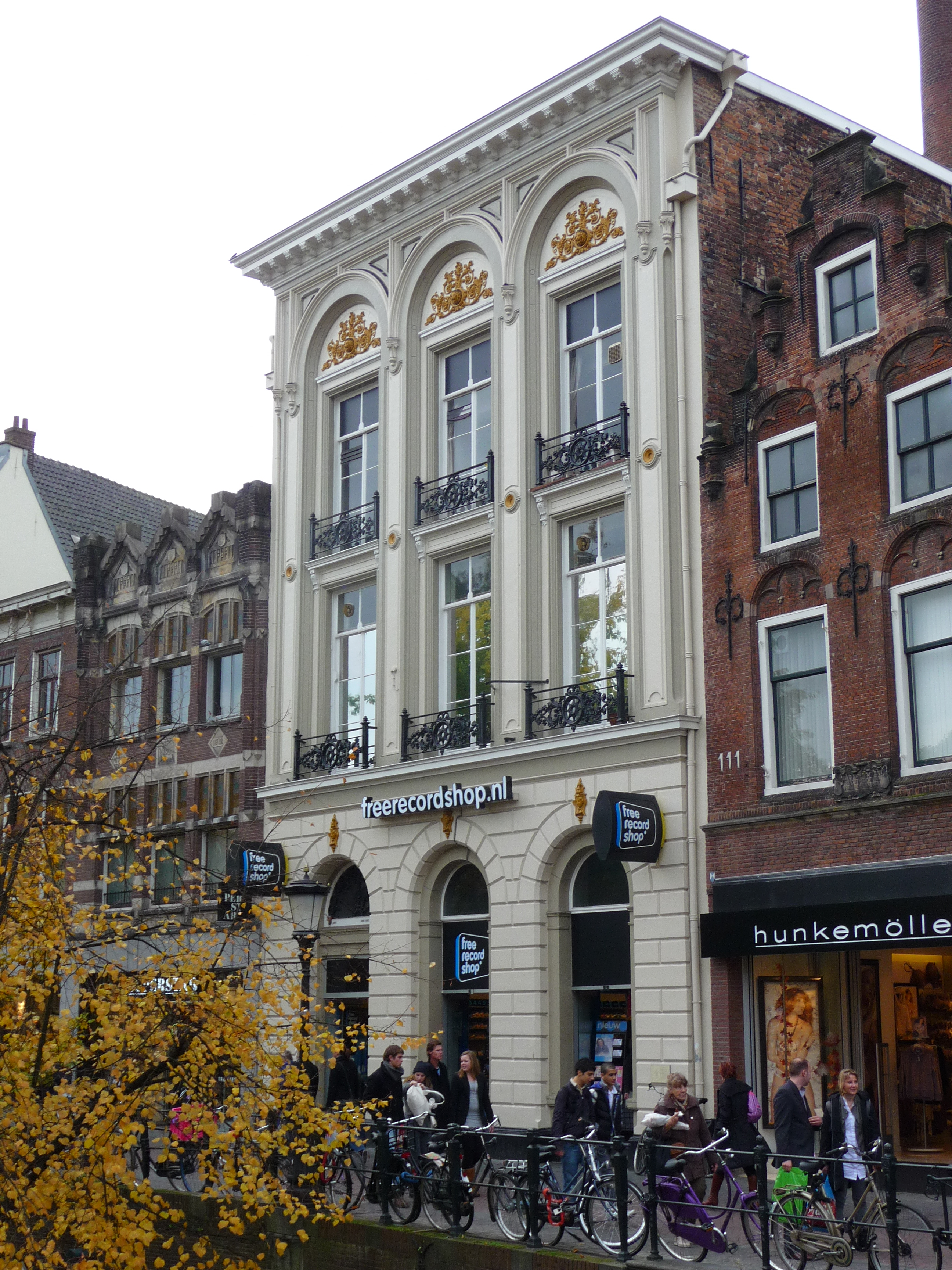
Fresenburch waarvan onder meer de voorgevel is vernieuwd. Rechts ervan staat Klein Fresenburch.

De volgende stadskastelen zijn bekend (op ouderdom met adres en extra vermelding indien een weerbaar karakter ontbreekt):
12e eeuw
- Drakenburg (4e kwart, Oudegracht 114)
- Lichtenberg, (4e kwart, Stadhuisbrug 1)
- Putruwiel (1175-1350, Oudegracht 134)
- Rodenburg (4e kwart, Oudegracht 218)

13e eeuw
- Schaffenburg (1e kwart, Achter Clarenburg 12-14)
- Blankenburg (2e kwart, Oudegracht 121)
- Fresenburch (2e kwart, Oudegracht 113)
- Huis Pallaes, (2e kwart, Ganzenmarkt 4-6, geen weerbaar karakter)
- Lombardenhuis of Het Keijserswapen, (2e kwart, Boterstraat 20)
- Oudaen (ca. 1270/4e kwart, Oudegracht 99)
- Blijdenstein (mogelijk 13e eeuw, Oudegracht 156)
- Clarenburg, (13e eeuw, Achter Clarenburg 4-6)
- Groenewoude (13e eeuw, Oudegracht 151)
- Ten Hert of Het Hertenhuis (mogelijk 13e eeuw, Oudegracht 86)
- Ten Putten (4e kwart 13e eeuw, Oudegracht 187, geen weerbaar karakter)

14e en 15e eeuw
- Compostel (kort na 1300, Ganzenmarkt 24)
- Leeuwenberg (1e kwart 14e eeuw, Oudegracht 307, geen weerbaar karakter)
- Den Ouden Puth (2e kwart 14e eeuw, Oudegracht 219)
- Valckenstein of De Zon (2e kwart 14e eeuw, Oudegracht 215-217, geen weerbaar karakter)
- Kranestein (14e eeuw, Oudegracht 53-55)
- Payenborg (14e eeuw, Oudegracht 320)
- Proeysenburch (14e eeuw, Oudegracht 127, geen weerbaar karakter)
- Keyserrijk (circa 1410, Ganzenmarkt 1)